# Calappa undulata
Calappa undulata is een krabbensoort uit de familie van de Calappidae. De wetenschappelijke naam van de soort is voor het eerst geldig gepubliceerd in 1991 door Dai & Yang.